# Franz Doll (Künstler)
Franz Doll (* 4. April 1899 in München; † 15. August 1982 ebenda) war ein deutscher Maler, Zeichner und Grafiker.
Vor dem Ersten Weltkrieg studierte Doll an der Kunstgewerbeschule in München. 1919 setzte er das Studium an der Akademie der Bildenden Künste München bei Hugo von Habermann und Carl Johann Becker-Gundahl fort. Von 1938 bis 1947 war er Professor an der Kunstakademie Düsseldorf.
1928 wurde er mit dem Kunstpreis der Stadt München, 1930 mit dem Albrecht-Dürer-Preis der Stadt Nürnberg und 1940 mit der Goethe-Medaille ausgezeichnet.
Seit 1930 war Franz Doll Mitglied der Münchener Neuen Secession und ab 1946 bei deren Nachfolgevereinigung, der Neuen Gruppe sowie Gründungsmitglied des Vereins für Original-Radierung. Franz Doll war Mitglied der Künstlervereinigung 7 Münchner Maler. Zu dieser Künstlervereinigung zählten neben Doll noch die in München lebenden Albert Burkart, Günther Graßmann, Wilhelm Maxon, Otto Nückel, Walter Schulz-Matan sowie Karl Zerbe. Die Vereinigung existierte zwischen 1930 und 1937.
1938 und 1943 beteiligte er sich an den Großen Deutschen Kunstausstellungen in München.
Franz Doll war auf Porträtmalerei und Landschaften spezialisiert. Er schuf zahlreiche Porträts namhafter Persönlichkeiten. Werke des Künstlers befinden sich in der Staatlichen Graphischen Sammlung München.